# Pulse (álbum de Front 242)
Pulse é o nono álbum de estúdio da banda de EBM/Industrial Front 242 lançado em maio de 2003. É o primeiro álbum de estúdio da banda após 10 anos.

## Faixas
1. SEQ666 (P) - 04:02
2. SEQ666 (U) - 01:13
3. SEQ666 (L) - 01:20
4. SEQ666 (S) - 00:50
5. SEQ666 (E) - 05:09
6. Together  - 05:27
7. Triple X Girlfriend - 03:45
8. No More No More - 07:23
9. Beyond the Scale of Comprehension - 07:22
10. Song (Untitled) - 03:58
11. Song (StarCandy) - 02:40
12. One (With The Fire) - 03:26
13. One (Reverse) - 02:23
14. Matrix (OpenStatic) - 02:24
15. Matrix (MegaHertz) - 03:50
16. Never Lost (Faust) - 03:41
17. Never Lost (Riley) - 07:01
18. 7RAIN (Filter) - 04:10
19. PAN (DHE) - 01:56
20. PAN (MIHK) - 03:07